# Sarah Chaâri
Sarah Chaâri, est une taekwondoïste belge née à Namur d’une mère belge et d’un père marocain. Elle vit à Charleroi (Gilly), dans le Hainaut en Belgique.

## Biographie
Chaâri a découvert le taekwondo à l’âge de 5 ans grâce à ses parents qui l’ont inscrite dans un club sportif. Son frère pratique également le taekwondo. Aujourd’hui, elle poursuit des études de médecine à Bruxelles (ULB) tout en continuant à s’entraîner 5 fois par semaine, entre 2h30 et 3h chaque jour, dans son club Tollyo Academy situé à Charleroi. Elle affirme que ce rythme de vie lui demande de nombreux sacrifices.

## Palmarès sportif
Elle remporte sa première médaille majeure chez les seniors en décrochant le bronze en moins de 62 kg aux Championnats d'Europe de taekwondo 2022 à Manchester.
Elle est médaillée d'or dans la catégorie des moins de 62 kg aux Championnats du monde de taekwondo 2022 à Guadalajara ainsi qu'aux Jeux européens de 2023 à Krynica-Zdrój.
Sarah Chaâri a remporté la médaille d'or pour la Belgique lors des Jeux universitaires de Chengdu en Chine (2023), dans la catégorie des moins de 67 kg. Elle a battu son adversaire chinoise, Mengyu Zhang, en finale avec des scores de 6-4 et 16-4.

### Jeux Olympiques Paris 2024
Sarah Chaâri assure sa qualification pour les Jeux olympiques de Paris grâce à sa victoire à Manchester. Elle défend les couleurs de la Belgique dans la catégorie des moins de 67 kg. Le 9 août 2024, elle remporte son combat contre l'Ouzbèke Ozoda Sobirjonova 2-1 pour le bronze remportant ainsi la toute première médaille belge dans cette discipline olympique.

## Distinctions
- Médaille du Mérite wallon (M.M.W.) (2024)[6]